# 畝山智香子
畝山 智香子（うねやま ちかこ）は、日本の薬学者、食品安全の分野における専門家。薬学博士。専門は薬理学・生化学。2024年3月まで国立医薬品食品衛生研究所 安全情報 部長を務めた。退任後は同研究所 客員研究員、公益社団法人 日本食品衛生協会 学術顧問、東京農業大学客員教授、立命館大学BKC社系研究機構客員研究員などを務める。第一種放射線取扱主任者資格を有する。
2003年から2024年まで国立医薬品食品衛生研究所のWebサイト「食品安全情報」の執筆を担当。2004年からは個人ブログ「食品安全情報blog」（現「野良猫 食情報研究所」において食品の安全性や健康影響に関する情報を発信している。これまでに書籍の執筆や講演活動などを通じて、科学的根拠に基づく食品安全情報の普及活動を展開している。
著書に『食品添加物はなぜ嫌われるのか』『ほんとうの「食の安全」を考える』『「健康食品」のことがよくわかる本』『「安全な食べ物」ってなんだろう』などがある。

## 経歴
宮城県生まれ、1988年に東北大学大学院薬学研究科博士課程前期課程修了。東京大学薬学部にて薬学博士を取得。第一種放射線取扱主任者。
1994年、国立医薬品食品衛生研究所（当時：国立衛生試験所）病理部に入所。2003年4月、国立医薬品食品衛生研究所に新設された安全情報部に異動し、第三室長を経た後、2016年8月から2024年3月の定年退職まで部長を務めた。
2024年4月より公益社団法人 日本食品衛生協会 学術顧問、国立医薬品食品衛生研究所 客員研究員、東京農業大学 客員教授、立命館大学BKC社系研究機構 客員研究員などを務める。

## 主な活動
食品安全分野において、2003年から2024年まで国際機関（WHO、EFSA、FDA等）が公表する主に化学物質に関する情報を収集し、国立医薬品食品衛生研究所のWebサイトにて「食品安全情報」として隔週で公開した。2004年からは、ほぼ毎日、収集した海外の最新食品安全情報を自身のブログ「食品安全情報blog」（現「野良猫 食情報研究所」で発信している。「食品安全情報」と「食品安全情報blog」では、海外の食品安全情報を簡易な日本語に翻訳して紹介し、官民を問わず食品安全に関わる関係者への情報提供とリスクコミュニケーションの向上に寄与してきた。
また、国家公務員として2010年から2024年まで地方自治体や公的機関での多数の講演を通じ、食品安全に関するリスクコミュニケーションの普及に貢献した。2021年、長年にわたる食品安全に関する情報発信が評価され、「日本リスク学会グッドプラクティス賞」を受賞した。退任後も、食品安全に関する講演会や学習会で講師を務めている。
2024年より、「FOOCOM」にてコラムを執筆している。

## 見解
- 食品安全の確保において、「衛生管理の徹底」「暴露量低減によるリスク管理」「多様な食品摂取」の実践を基本原則として提唱している[15][26][27]。特に、多様な食品をバランスよく摂取することの重要性を説き、特定の食品を長期間継続して摂取することのリスクを警告している[28][29]。食品安全の評価では、リスクアナリシスの枠組みに基づく科学的アプローチの重要性を強調し、「有害性（ハザード）」と「摂取量（暴露量）」の総合的評価によるリスク評価の必要性を説明している[15][26][27]。
- 食品添加物や農薬については、厳格な基準に基づいて管理されていることを説明している[30][31][32]。これらの物質は一日摂取許容量（ADI）以下に設定された基準値に基づいて使用されており、科学的データによって安全性が保証されていると述べている[30]。一方で、一般食品や健康食品の方がむしろ高リスクであることを指摘している[30]。その根拠として「品質管理の課題」「天然成分中の潜在的有害性」「長期摂取による暴露量増加」などを挙げている[30][33]。
- 機能性表示食品制度については、2015年の制度発足当初から科学的根拠や安全性審査が十分でないにもかかわらず、効果を謳える制度設計に懸念を表明してきた[7][34][35]。2016年刊行の著書『「健康食品」のことがよくわかる本』では、紅麹を含む機能性表示食品による健康被害を警告していた[13][36]。2024年3月に小林製薬紅麹サプリメント問題が表面化すると、多数の報道機関から取材を受け[37][38][39]、消費者庁検討会では、「食品には本来的に未知の化学物質を含む混合物という側面があり、長期的な安全性は十分に確認されていない場合があること、食経験があってもリスクはゼロではないこと」などを解説し、多様な食品をバランスよく摂取することでリスクを分散する重要性を訴えた[40]。この問題を受けて2025年に刊行した『サプリメントの不都合な真実』では、健康食品全般の問題点を解説した[37][41]。
- 2023年のアスパルテームの発がん性評価において、IARC（国際がん研究機関）が採用した疫学データの信頼性の欠如を科学的に指摘した[42][43]。また、IARCのハザード評価手法の限界を指摘し、ハザードと暴露量を統合的に評価するJECFA方式のリスク評価手法の重要性を強調した[42][43]。

## 受賞歴
2021年、「日本リスク学会グッドプラクティス賞」。

## 論文
- CiNii 畝山智香子
- 畝山智香子 - researchmap

## 著作

### 単著
- 『ほんとうの「食の安全」を考える : ゼロリスクという幻想』化学同人、2009年11月
→ 文庫化。『ほんとうの「食の安全」を考える : ゼロリスクという幻想』化学同人、2021年12月（2009年刊の加筆・修正）
- 『「安全な食べもの」ってなんだろう? : 放射線と食品のリスクを考える』日本評論社、2011年10月
- 『もうだまされない 最新「食べもの」常識非常識』新潮社、2012年
- 『「健康食品」のことがよくわかる本』日本評論社、2016年1月
→ 2017年に台湾で翻訳本が発刊された[4]。
- 『食品添加物はなぜ嫌われるのか : 食品情報を「正しく」読み解くリテラシー』化学同人、2020年6月
- 『サプリメントの不都合な真実』筑摩書房、2025年1月

### 共著
- 『食品の安全と安心 講座1（担当範囲「第7章 科学者から見た食品のリスクと安全性」）』幸書房、2015年2月
- 『地球とつながる暮らしのデザイン（担当範囲「食品の安全を確保する」）」木楽舎、2016年5月
- 『各分野の専門家が伝える子どもを守るために知っておきたいこと』メタモル出版、2016年7月、宋美玄, 姜昌勲, NATROM, 森戸やすみ, 堀成美, Dr.Koala, 猪熊弘子, 成田崇信, 畝山智香子, 松本俊彦, 内田良, 原田実, 菊池誠:著
→ 『各分野の専門家が伝える子どもを守るために知っておきたいこと』星海社、2019年3月（メタモル出版 2016年刊の再刊）
- 『健康食品・サプリメント知りたいことガイドブック : Q&Aでわかる正しい知識と選び方』中央法規出版、2021年4月、畝山智香子, 大野智, 千葉一敏:著
- 『食の安全の落とし穴 : 最強の専門家13人が解き明かす真実（担当範囲「食品添加物」）』女子栄養大学出版部、2024年6月、小島正美, 山﨑毅:著

### 翻訳
- 『食品安全リスク分析 : 食品安全担当者のためのガイド(FAO食品・栄養シリーズ ; 第87号)』日本食品衛生協会、2008年10月、林裕造:監訳, 豊福肇, 畝山智香子:訳

## 出演
- 『首都圏ナビ』NHK、2024年4月22日[44]
- 『かんさい情報ネットten.』読売テレビ、2024年5月29日[45]
- 『サタデーウオッチ9』NHK、2024年6月8日[46]

ほか